# Malacca (Malaysia)
La città di Malacca (malese: Bandaraya Melaka Bersejarah) è la capitale dello Stato malese di Malacca, nel Distretto di Malacca Centrale. Il Seri Negeri, lo Stato amministrativo ed il centro di sviluppo che ospita l'ufficio del primo ministro, l'ufficio del segretario di Stato e la sala dell'Assemblea Legislativa si trovano a Malacca. Il 7 luglio 2008 è stata inserita dall'UNESCO tra i patrimoni dell'umanità, insieme con George Town (Penang).

## Storia
Il luogo in cui si trova l'attuale città di Malacca fu al centro della storia dello Stato. Fu la capitale del sultanato di Malacca, e centro del mondo malese nel XV e XVI secolo, dopo che i malesi si spostarono da Sumatra, e prima di cadere in mano portoghese nel 1511. I secoli di colonizzazione portoghese, olandese e britannica, oltre alla cultura cinese, influenzarono l'architettura cittadina.
Dopo la seconda guerra mondiale, il sentimento anti-coloniale si sviluppò tra i nazionalisti malesi, portando a negoziati con i britannici e, alla fine, con l'annuncio dell'indipendenza da parte di Tunku Abdul Rahman, il 1º Primo Ministro malese, a Padang Pahlawan (Campo dei Guerrieri), Bandar Hilir, Malacca, il 20 febbraio 1956.
Dopo la fondazione di Singapore nel 1819, Malacca ebbe un declino in quanto porto, e venne soppiantata dalla stessa Singapore e da Kuala Lumpur. Nel corso degli anni molti Malaccani si spostarono a Kuala Lumpur, capitale malese, e a Singapore.

## Economia

### Turismo
Buona parte delle attrazioni turistiche sono concentrate nel piccolo centro cittadino, ed è possibile passeggiare su Jonker's Walk, una via piena di negozi. È anche possibile visitare Pulau Melaka, un'isola strappata al mare per fini edilizi residenziali, collegata alla terraferma grazie ad una strada rialzata. Tra le altre isole ci sono Pulau Upeh e Pulau Besar Besar.
Per poter raggiungere Malacca attraverso la North-South Expressway, si deve allungare la strada passando da Ayer Keroh per poi viaggiare verso sud, attraverso Lebuh Ayer Keroh. Per raggiungere Muar, che si trova a 40 km da Malacca, si deve passare da Jalan Ujong Pasir.

## Amministrazione

### Gemellaggi
La città di Malacca ha gemellaggi con cinque città sparse per il mondo. Si tratta di:
- Lisbona, Portogallo (16 gennaio 1984)
- Kuala Lumpur, Malaysia (15 aprile, 1989)
- Hoorn, Paesi Bassi (8 novembre, 1989)
- Valparaíso, Cile (23 giugno 1991)
- Nanchino, Cina (2001)

## Attrazioni
- Fortezza A Famosa
- Cimitero Bukit China
- Tempio Cheng Hoon Teng
- Tempio Geok Hu Keng
- Chiesa Cristiana (Malacca)
- Dutch Square
- Chiesa di Saint Francis Xavier
- Mausoleo di Hang Jebat
- Mausoleo Hang Kasturi

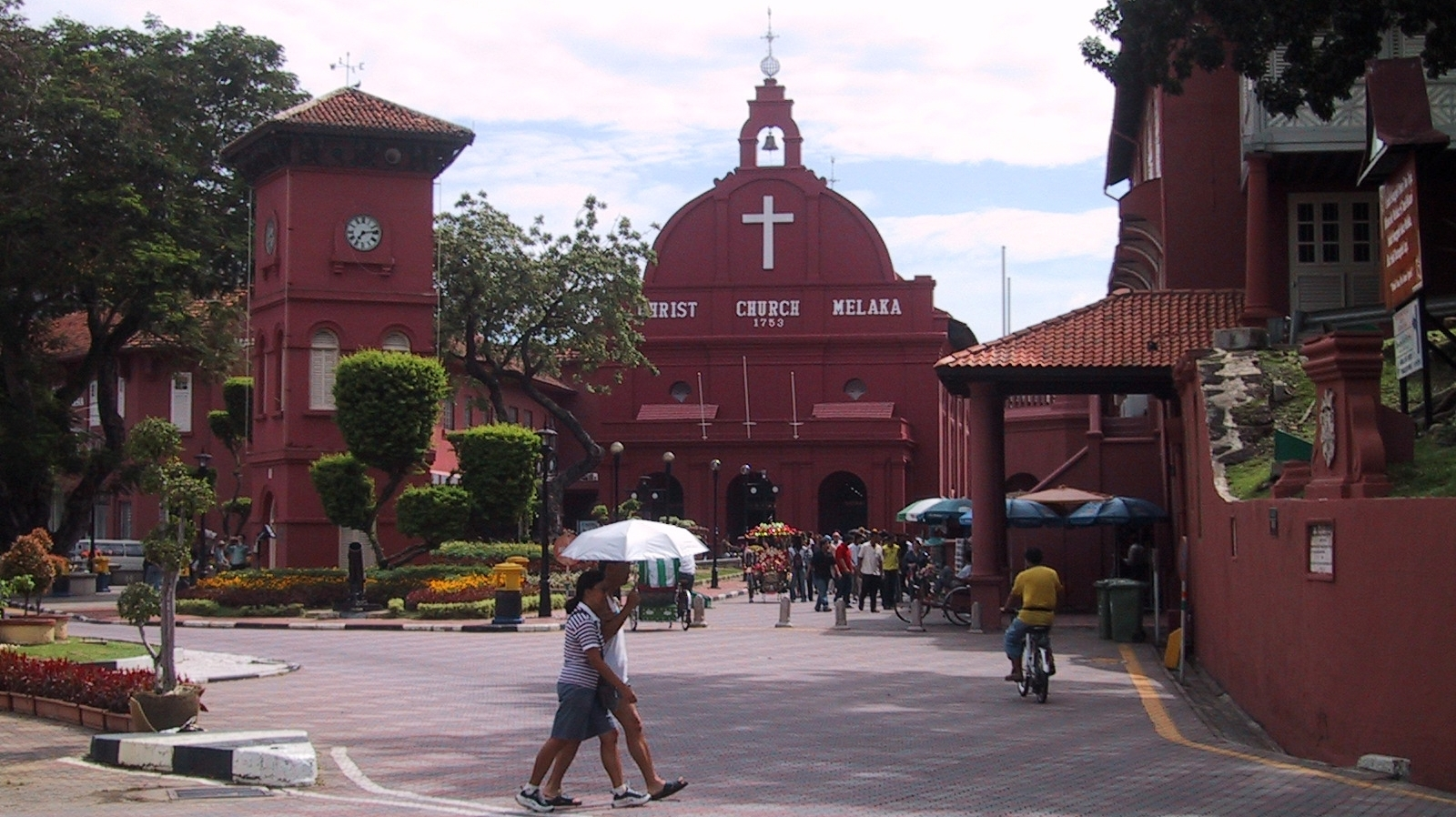
Chiesa cristiana, Malacca

- Memoriale della proclamazione dell'indipendenza
- Moschea di Kampong Hulu
- Moschea di Kampung Keling
- Insediamento portoghese
- Tempio di Poh San Teng
- Tempio di Sri Poyyatha
- Forte St. John
- Forte St. Paul
- Rovine della chiesa di St. Paul - Saint Francis Xavier venne temporaneamente sepolto qui
- Chiesa di St. Theresa
- Residenza del sultano
- Moschea Tranquerah
- Fontana Victoria